# آیگستان (مارتاکرت)
آیگستان (ارمنی: Այգեստան؛ ترکی آذربایجانی: Çaylı) یک منطقهٔ مسکونی در جمهوری آرتساخ است که در استان مارتاکرت واقع شده‌است